# 卡尔纳瓦尔
卡尔纳瓦尔（Karnawal），是印度北方邦Meerut县的一个城镇。总人口12618（2001年）。

## 人口
该地2001年总人口12618人，其中男性6865人，女性5753人；0—6岁人口2277人，其中男1237人，女1040人；识字率56.51%，其中男性为72.96%，女性为36.89%。